# 彼得·格维兹门松
彼得·卡尔·格维兹门松（1958年10月30日—），冰岛前职业篮球运动员。他在1981年的NBA选秀中第3轮第15顺位被波特兰开拓者选中。